# 鲁道夫·托普佛

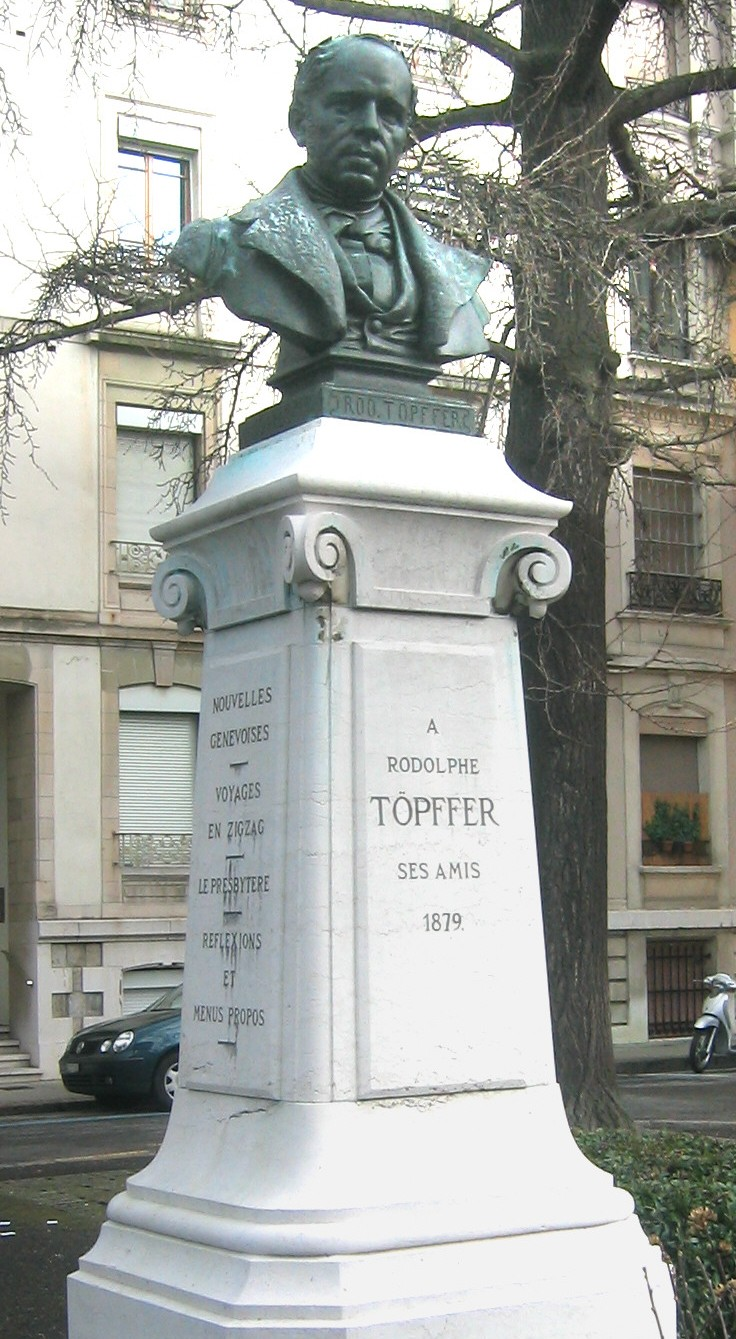
魯道夫·托普佛的紀念雕像

鲁道夫·托普佛( 1799年1月31日 – 1846年6月8日）是一位瑞士教师、漫画家 ，他可能是第一個歐洲漫畫作品的作者。他也被視为连环漫画之父、历史上第一位漫畫家。 
他的父亲是一位画家。他的祖父是一位裁缝師傅，来自弗兰肯，在日内瓦经营着一家袜子厂。 1819年至1820年，托普佛在巴黎讀書，之后返回日内瓦成为一名学校教师。1823年，他创办了自己的男生寄宿学校。 1832年，他成為日内瓦大学文学教授。